# 飯田孝雄
飯田 孝雄（いいだ たかお、1962年3月22日 - ）は、神奈川県横須賀市出身の元アマチュア野球選手（内野手）、野球指導者。

## 来歴・人物
桐蔭学園高等学校を経て、法政大学に入学し、1983年秋に東京六大学野球リーグで優勝に貢献し、ベストナインに選ばれた。明治神宮大会は準決勝で東海大の高野光に完投され敗退。同期には小早川毅彦、銚子利夫がいる。大学卒業後に、社会人野球の日本IBM野洲のチームでプレーした。
1987年には第6回インターコンチネンタルカップと第14回アジア野球選手権大会の日本代表にも選ばれた。
その後は、社業の傍らでWIEN94でプレーした後に日本IBM野洲の監督、副部長を務め、法政大学の助監督、永和商事ウィングのコーチを経て、2022年時点では東京経済大学の監督を務めている。